# Tarasz Mikolajovics Sztepanenko
Tarasz Mikolajovics Sztepanenko (ukránul: Тарас Миколайович Степаненко; Velika Novoszilka, 1989. augusztus 8. –) ukrán válogatott labdarúgó, a Sahtar Doneck játékosa.
Az ukrán válogatott tagjaként részt vett a 2016-os Európa-bajnokságon.

## Sikerei, díjai
Sahtar Doneck
- Ukrán bajnok (4): 2010–11, 2011–12, 2012–13, 2013–14
- Ukrán kupa (4): 2010–11, 2011–12, 2012–13, 2015–16
- Ukrán szuperkupa (5): 2010, 2012, 2013, 2014, 2015